# Unai Expósito
Unai Expósito Medina (Barakaldo, 23 gennaio 1980) è un ex calciatore spagnolo, di ruolo difensore.

## Carriera

### Club
Dopo essersi formato nelle giovanili dell'Athletic Club, approda nel 1998 al Baskonia, altra filiale della società di Bilbao. Dopo un anno torna in rojiblanco nelle file dell'Athletic B. Durante questo periodo debutta anche in prima squadra dove colleziona 2 presenze nella stagione 1999-2000. Nel 2003 approda al Numancia. Dopo una stagione torna nei Paesi Baschi nelle file dell'Osasuna. Dal 2005 è tornato a vestire la maglia della prima squadra dell'Athletic Club, dove gioca titolare in difesa sulla fascia destra.
Nel 2008 passa all'Hercules, l'anno successivo firma per il Cartagena, per ritornare poi al Numancia.

### Nazionale
Non è mai stato convocato dalla sua nazionale, ma ha giocato un incontro amichevole con la maglia dell'Euskal Selekzioa, la rappresentativa formata da soli giocatori baschi.